# レオン・ヴェルト

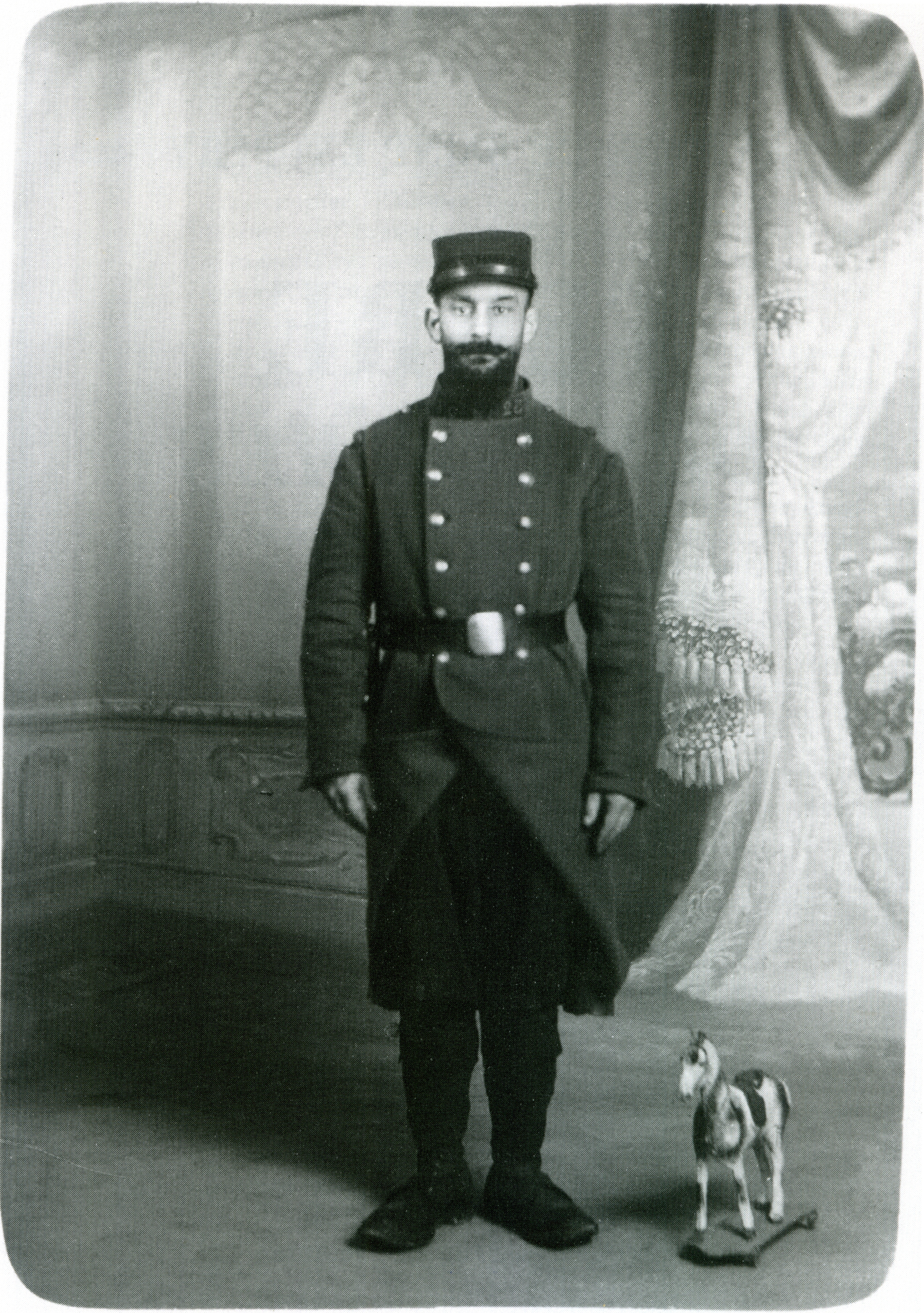
レオン・ヴェルト

レオン・ヴェルト（Léon Werth、1878年2月17日 - 1955年12月13日） は、フランスの作家、美術評論家である。オクターヴ・ミルボーの友人であり、アントワーヌ・ド・サン＝テグジュペリの親友だった。サン＝テグジュペリの『星の王子さま』はヴェルトに献呈されている。
レオン・ヴェルトは、第一次世界大戦と植民地化、および第二次世界大戦中のコラボラシオンを通じたフランス社会について、批判的かつ緻密に執筆した。

## 若年期
ヴェルトはヴォージュ県ルミルモンでユダヤ人の家庭に生まれた。父のアルベールは生地屋であり、母のソフィアは哲学者フレデリック・ローの妹だった。
ヴェルトは優秀な学生で、フランスのコンクール・ジェネラルで大賞を受賞し、アンリ4世校では文学と人文科学のCPGE哲学科に在籍していた。しかし、様々な雑誌にコラムを執筆するために学業を放棄した。ボヘミアン的な生活を送りながら、執筆や美術評論に没頭した。

## キャリア
ヴェルトは『小間使の日記』の作者オクターヴ・ミルボーの弟子かつ友人であり、ミルボーの最後の小説である『ディンゴ』を、ミルボーが健康を害した後に完成させた。ヴェルトは反聖職者主義者であり、独立心の強い反ブルジョアのアナーキストだった。ヴェルトの最初の小説"La Maison blanche"は、ミラボーが序文を書き、1913年のゴンクール賞最終候補となった。
ヴェルトが34歳のときに第一次世界大戦が勃発し、兵役と予備役を終えていたヴェルトは徴兵されて、後方に配属された。戦争に反対していたヴェルトは、銃兵、無線兵として戦闘に志願し、最悪の戦場を経験した後、15か月の兵役の後に肺炎に罹患して除隊された。その直後、ヴェルトは『兵士クラヴェル』(Clavel, soldat)を完成させた。この作品は、1919年に発表されたときにはスキャンダルを引き起こした。後にジャン・ノートン・クリュが1929年に発表した第一次世界大戦中のフランス文学に関する調査では、最も忠実な塹壕戦の描写として引用されている。
戦間期のヴェルトは、植民地主義への反対を唱えていた（『コーチシナ』(Cochinchine), 1928）。また、フランス帝国の植民地時代の栄華を否定し、スターリン主義についても左翼の欺瞞として糾弾した。また、ナチスの台頭についても批判していた。
1931年にアントワーヌ・ド・サン＝テグジュペリと出会い、非常に親密な友情が始まった。サンテグジュペリの『星の王子さま』はヴェルトに献呈されている。
フランス陥落後、マルセイユのアメリカ救援センターから受け入れの申し出を受けたにもかかわらず、ドイツ占領下のフランスに留まった。1941年7月、ヴェルトはユダヤ人としての登録を義務付けられ、渡航も制限され、作品の出版も禁止された。妻のスザンヌはレジスタンス活動に積極的だった。彼女は10回以上も密かに境界線を越え、パリの自宅のアパートで、逃亡中のユダヤ人女性や撃墜されたイギリスやカナダのパイロットを匿い、レジスタンスの秘密集会に提供したり、偽の身分証明書や違法な無線機の保管場所として利用していた。息子のクロードは、ジュラ県とパリで勉強を続け、後に医師になった。ヴェルトはジュラ山地の山荘に隠れ住み、一人で貧しい生活を送っていた。1946年に出版されたヴェルトの日記"Déposition"には、ヴィシー・フランスへの厳しい批判が書かれている。ナチス占領下のフランスにおいてヴェルトはド・ゴール主義者となり、戦後はクロード・モーリアックが主宰する知的雑誌"Liberté de l'Esprit"（エスプリの自由）に寄稿した。

## サン＝テグジュペリ
サン＝テグジュペリがヴェルトと出会ったのは1931年のことである。ヴェルトはすぐに、サン＝テグジュペリにとって、アエロポスタル社の仲間たちの中でも最も親しい友人となった。ヴェルトとサン＝テグジュペリには、共通点があまりなかった。ヴェルトは無政府主義者で、父親はユダヤ人であり、ボリシェヴィキを支持していた。サン＝テグジュペリより22歳年上で、シュールな文体を持ち、12冊の本と多くの雑誌記事を書いていたヴェルトは、サン＝テグジュペリとは正反対の人物であった。しかし、若き日のサン＝テグジュペリは、ヴェルトの文章を称賛し、ヴェルトの本質は「真実の探求、観察、そしてシンプルな実用性のある散文」だと書いている。サン＝テグジュペリの『ある人質への手紙』には、ヴェルトのジャーナリズムへの賛辞が含まれており、パリ大学フランス文学名誉教授のフランソワーズ・ジェルボドは、本文の注釈の中で、ヴェルトがサン＝テグジュペリの文学における師匠であるとしている。
サン＝テグジュペリは、『ある人質への手紙』と『星の王子さま』の2冊の本をヴェルトに献呈し、さらに3冊の作品でヴェルトに言及している。第二次世界大戦が始まった頃、サン＝テグジュペリは『星の王子さま』を書きながら、ニューヨークのダウンタウンのアパートで、故郷のフランスや友人たちのことを考えていた。ヴェルトは、スイスに近いジュラ地方の村、サン・タムールで目立たないように戦争を過ごした。ジュラ地方は「孤独で、寒くて、お腹が空いていた」場所であり、フランスからの難民に対する良い言葉はほとんどなかった。サン＝テグジュペリは、1943年初めに自由フランス空軍に入隊して戦争に復帰したが、その理由について「飢えている人々から離れていることに耐えられない...苦しむために、そしてそれによって私の愛する人々と結ばれるために、私はここを去るのだ」と書いている。
サン＝テグジュペリは第二次世界大戦中に飛行機事故で死亡した。終戦のとき、ヴェルトは「トニオ（サン＝テグジュペリ）のいない平和は、完全な平和ではない」と言った。
1955年12月13日、ヴェルトはパリで死去した。ヴェルトの遺骨は、妻のスザンヌとともに、パリのペール・ラシェーズ墓地のコロムバリウムに埋葬されている。

### 『星の王子さま』の献辞
サン＝テグジュペリの『星の王子さま』の序文には、ヴェルトへの献辞がある。
To Leon Werth
I ask children to forgive me for dedicating this book to a grown-up.  I have a serious excuse: this grown-up is the best friend I have in the world.  I have another excuse: this grown-up can understand everything, even books for children.  I have a third excuse: he lives in France where he is hungry and cold.  He needs to be comforted.  If all these excuses are not enough then I want to dedicate this book to the child whom this grown-up once was.  All grown-ups were children first. (But few of them remember it.)  So I correct my dedication:
To Leon Werth,
When he was a little boy

日本語訳

レオン・ヴェルトに捧ぐ
子供達には、この本をある大人に捧げることを許してほしいのです。これには切実な言い訳があります。この大人は私にとって世界で一番の友人なのです。もう一つの言い訳には、この大人は、何でも、子供のための本すらも理解できるのです。3つ目の言い訳には、彼はフランスに住んでいて、お腹を空かせて、寒くしているのです。彼には慰めが必要なのです。もしこれら全ての言い訳でも足りないなら、私はこの本を、この大人がかつて子供だったときの彼に捧げたいと思います。大人は誰でも、最初は子供でした。（でも、それを覚えている人はほとんどいません。）だから、私は献辞を訂正します。
かつて子供だったときのレオン・ヴェルトに捧ぐ

サン＝テグジュペリの飛行機は、1944年7月に地中海上空で消息を絶った。翌月、ヴェルトはラジオ放送でサン＝テグジュペリの消息を知った。まだ『星の王子さま』のことを知らなかったヴェルトは、11月になって、サン＝テグジュペリが前年にアメリカで自ら挿絵を描いた寓話集を出版しており、それが自分に献呈されていることを知った。

## 『33日間』の死後の出版
『33日間』(33 jours)は、フランス陥落時のヴェルトのパリ脱出の回想録である。タイトルは、彼とその妻、そして息子の元乳母が、パリの自宅を出発してからジュラ地方のサンダムールにある別荘に向かうまでの期間を意味している。当時15歳だった息子のクロードとその10代の友人たちは、『33日間』に書かれているようなフランス軍による迂回路を避け、数時間前に出発して1日足らずでこの距離を移動した。1か月後にサンダムールで再会するまで、夫妻は息子の消息を知らなかった。1940年5月から6月にかけての、オランダ、ベルギー、ルクセンブルグ、フランスへのドイツ軍の侵攻から逃れた推定800万人の市民の一人としての自分の体験を、詩的な文章とジャーナリスティックな正確さをもって語っている。おそらくは、小説『兵士クラヴェル』などで行った第一次世界大戦の塹壕戦の描写のときと同様に、その間に書き留めたメモを用いて執筆している。ヴェルトは1940年10月にこの原稿をサン＝テグジュペリに渡して密かにフランス国外に持ち出し、サン＝テグジュペリが英語による序文を付けて、アメリカで出版してもらうことにした。ニューヨークの出版社ブレンタノが権利を買い取り、1943年に出版される計画だった。サン＝テグジュペリは1942年に発表した回想録『戦う操縦士』の中で、この本を"un grand livre"（重要な本）と呼んでいる 。理由ははっきりしないが、この作品は出版されず、原稿も行方不明となった。
サン＝テグジュペリは『33日間』の英訳が出ないことを知って、自分が執筆した序文を大幅に修正し、ヴェルトの名前を伏せて単独のエッセイ『ある人質への手紙』(Lettre à un otage)として出版した。これは、フランスからリスボンを経由してジャン・ルノワールと同じ船でアメリカに逃れ、海外からドイツとの闘いを続けることができた水先案内人を舞台にした、故郷と亡命についての衝撃的な思索である。
1992年、ヴィヴィアン・ハミーが『33日間』の行方不明の原稿を見つけて出版した。2002年には学生版が作られ、『33日間』はフランスの中学校でも題材として取り上げられた。ハミーは『33日間』の再発見のほかにも、1990年代から2000年代にかけて多くの作品を再出版した。

## 著書
- Puvis de Chavannes (1909)[17]
- La maison blanche (1913)
- Cézanne (1914)
- Meubles Modernes (1914)[17]
- Clavel soldat (1919)[18]
  - 日本語訳: 兵士クラヴェル
- Clavel chez les majors (1919)[18]
- Voyages avec ma pipe (1920)
- Yvonne et Pijallet (1920)
- Les amants invisibles (1921)
- Vlaminck (1921)[17]
- Dix-neuf ans (1922)
- Le monde et la ville (1922)[17]
- Un soir de cirque (1922)[17]
- Henri Matisse (1923) - with Élie Fuare, Jules Romains, Charles Vildrac[17]
- Bonnard (1923)
- Quelques Peintres (1923)
- Dialogue sur la danse (1924-1925)[17]
- Danse, danseurs, dancings (1925)[17]
- Cochinchine (1926)
  - 日本語訳: コーチシナ
- Ghislaine (1926)[17]
- Marthe et Le perroquet (1926)[17]
- Pijallet danse (1924)[17]
- Une soirée à L'Olympia (1926)
- Chana Ourloff (1927)
- Claude Monet (1928)
- K.X. Roussel (1930)
- Cour d'assises (1932)
- La peinture et la mode (1945)
- Déposition / Journal 1940 - 1944 (1946)
  - 日本語訳: 証言 1940-1944年の日記
- Eloge de Pierre Bonnard (1946)[17]
- Eloge de Albert Marquet (1948)
- Saint-Exupéry, tel que je l'ai connu (1948)
  - 日本語訳: 僕の知っていたサン＝テグジュペリ
- Unser Freund Saint-Exupéry (1952) - with René Delange
- 33 jours (1992)
  - 日本語訳: 33日間
- Caserne 1900 (1993)[17]
- Impressions d'audience : le procès Pétain (1995)[17]